# Tracy Jaeckel
Tracy Jaeckel, född 5 februari 1905 i New York, död 6 augusti 1969 i Point O'Woods på Fire Island i Suffolk County i New York, var en amerikansk fäktare.
Jaeckel blev olympisk bronsmedaljör i värja vid sommarspelen 1932 i Los Angeles.